# Кому я должен — всем прощаю
«Кому я должен — всем прощаю» — российский кинофильм 1998 года в жанре комедии, снятый на киностудии «Полигон» режиссёром Валерием Пендраковским.

## Сюжет
Главный герой кинокомедии — Александр, интеллигентный и приятный человек. Но в данный момент он находится не в лучшем положении — постоянной работы у него нет, и он перебивается случайными заработками. Для того, чтобы вести нормальную жизнь, он вынужден занимать деньги у своих знакомых.
В круг его знакомых, и по совместительству кредиторов, входят жена, любовница, бывшая одноклассница, друг и одновременно сосед Виктор, а также хозяин квартиры, в которой живёт сам Александр. Все они чего-то хотят от Александра: женщины — любви, хозяин квартиры — арендной платы, сосед — занятых денег и дружбы. Александр же хочет только покоя.
Чтобы отвязаться от назойливых знакомых, Александр придумывает хитрый ход — устроить свои собственные поминки. И люди о нём на какое-то время забывают. Теперь Александр может отдохнуть в компании друга Вити и вспомнить свою молодость.

## В ролях
- Андрей Ташков — Александр
- Виктор Павлов — Витя, друг и сосед Александра
- Елена Цыплакова — Петра, бывшая одноклассница Александра
- Алексей Жарков — хозяин квартиры
- Елена Коренева — жена Александра
- Вадим Степанцов — Вадик, музыкант в подземном переходе
- Игорь Марычев
- Олег Жуков
- Константин Бердиков
- Эльвира Болгова
- Юрий Рогозин